# Peter Janežič
Peter Janežič, slovenski kipar in pozlatar * 18. stoletje (1723)?, Cerklje na Gorenjskem, † (po? 1780)
Peter Janežič se uvršča med pomembne poznobaročne rezbarje na Slovenskem. Od leta 1750 do 1780 je vodil največjo umetniško delavnico na Gorenjskem, ki je delala tudi za Posavje in zahodno Dolenjsko. Oltarji narejeni v njegovi delavnici imajo masivne stebriščne nastavke, poživlja jih umirjena
rokokojska ornamentika; krepke figure pa označujejo baročni zanos. Janežič je opremil z oltarji več cerkev med drugimi na Zgornjem Brniku (1759), Pšati pri Domžalah (1776), v Šmartnem na Gorenjskem (1767); pripisana pa so mu tudi dela v Kovorju in na Bohinjski Beli, domnevno sta njegova oltarja tudi v Cerkljah na Gorenjskem in na Skaručni.